# U-Bahnhof Lindauer Allee

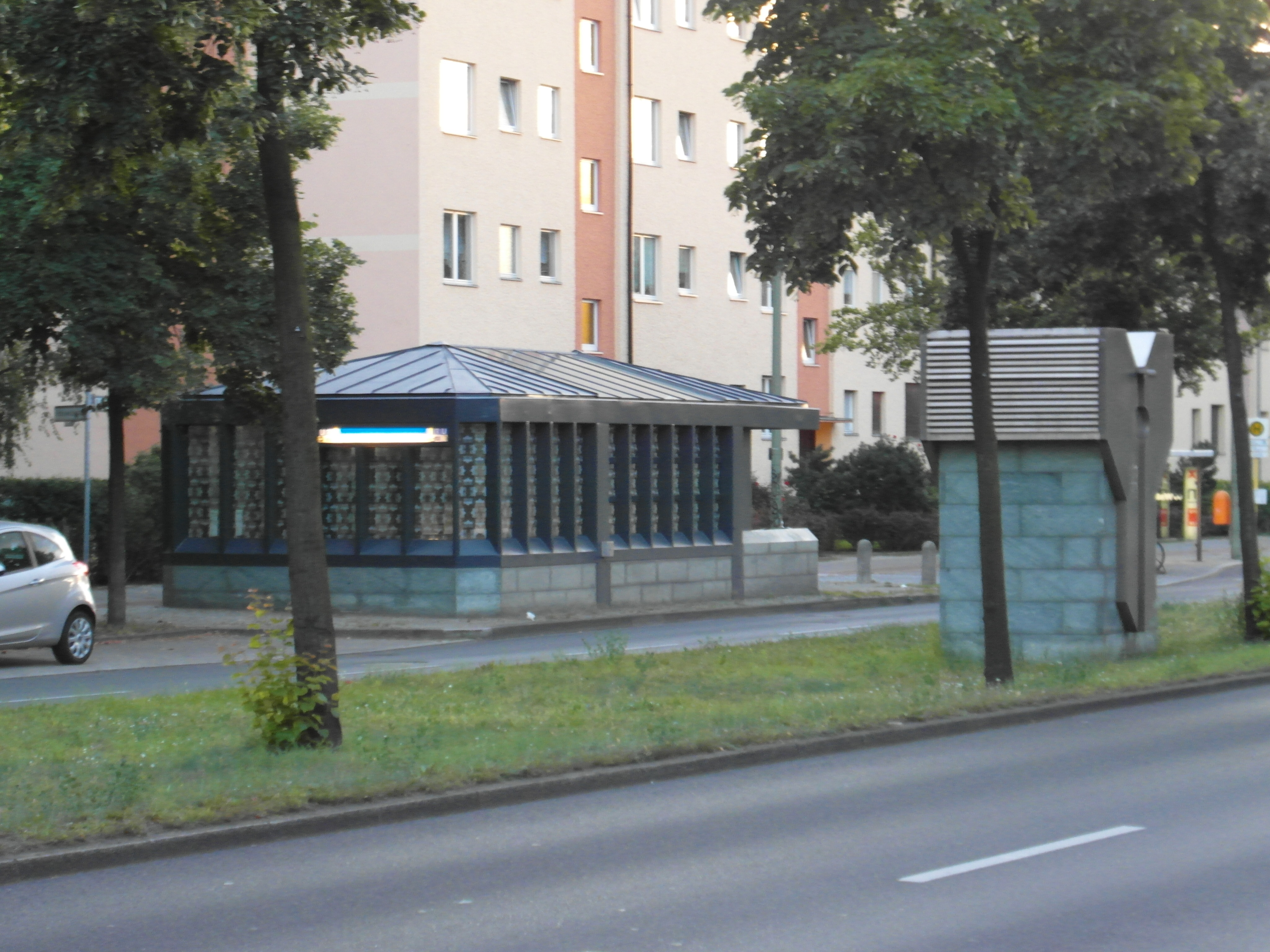
Bahnhofseingang in der Lindauer Allee

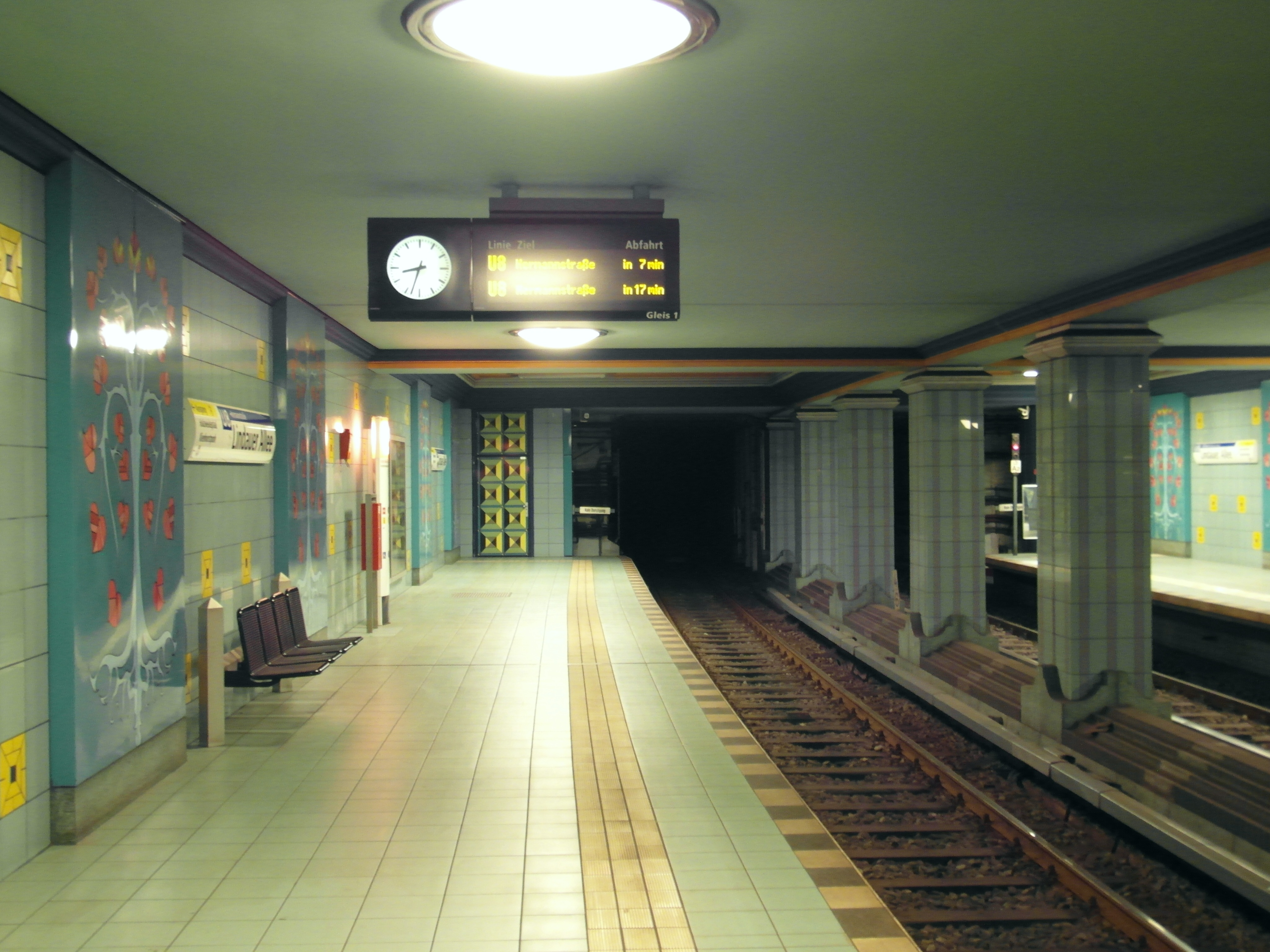
Seitenbahnsteig

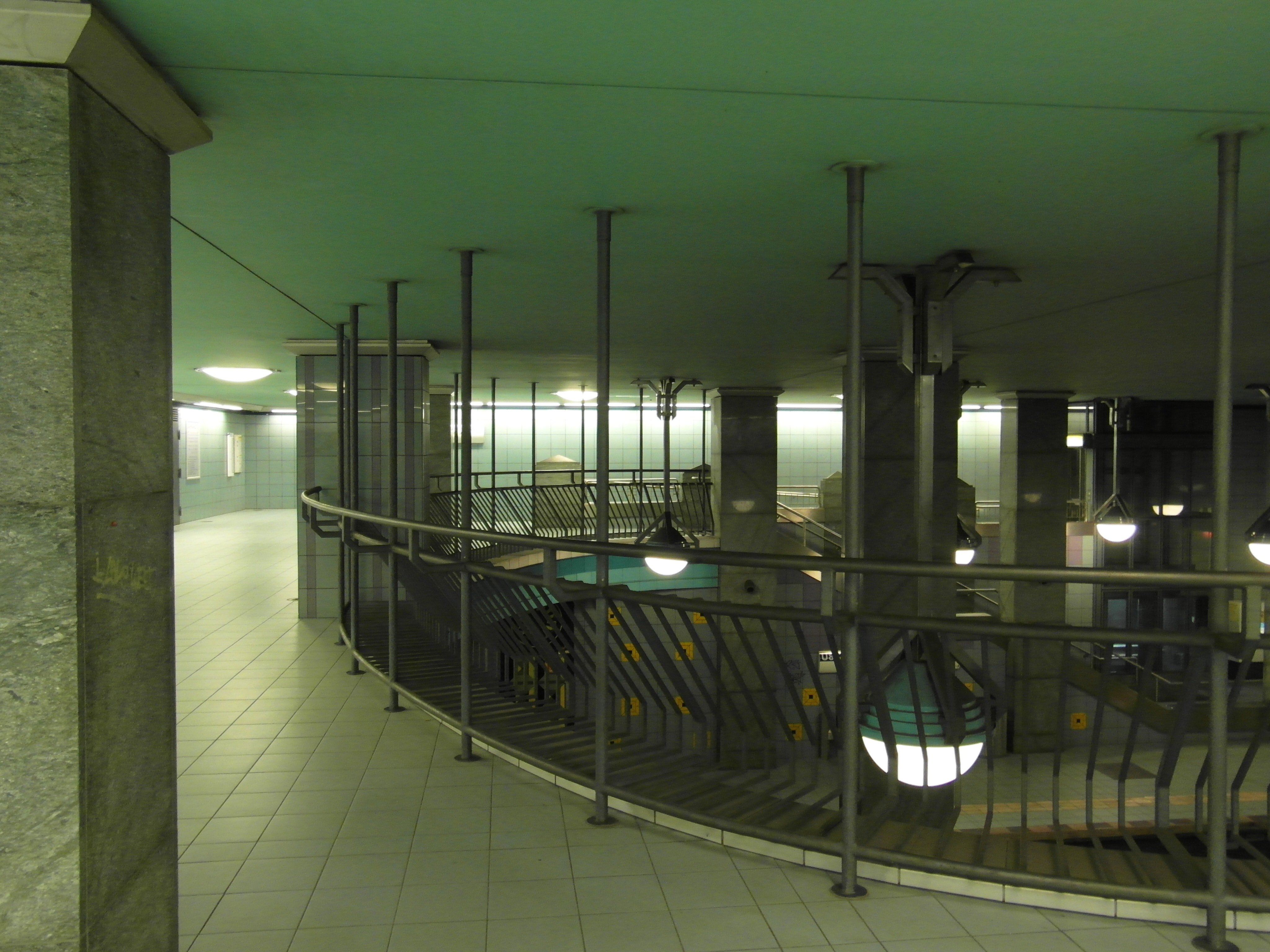
Empore

Der U-Bahnhof Lindauer Allee liegt unterhalb der namensgebenden Straße an der U-Bahn-Linie U8 im Berliner Ortsteil Reinickendorf des gleichnamigen Bezirks. Vom U-Bahnhof Paracelsus-Bad ist er 678 Meter, vom Bahnhof Karl-Bonhoeffer-Nervenklinik 603 Meter entfernt. Im Bahnhofsverzeichnis der BVG trägt er die Bezeichnung Ld.

## Geschichte und Bauwerk
Die Station wurde am 24. September 1994 gemeinsam mit der bisher letzten Verlängerung der Linie U8 in Richtung Märkisches Viertel eröffnet.
Entgegen allen anderen Bahnhöfen der U8 besitzt dieser Seitenbahnsteige, die beide sowohl über Treppen als auch über Schrägaufzüge und somit barrierefrei zugänglich sind. Rolltreppen existieren hingegen nicht. Um die Eingriffe am benachbarten Kienhorstpark gering zu halten, entschied sich die Senatsverwaltung zu einer parallelen Gleisführung, was den Bau von Seitenbahnsteigen erforderte.
Wie alle Stationen auf diesem Teil der Strecke hat der Bahnhof eine farbenfrohe Gestaltung. Mit ihr nahm Architekt Rainer G. Rümmler jeweils Bezug auf den Namen oder die Umgebung und wählte hier mit Blick auf den Lindenbaum im Wappen der für die Lindauer Allee namensgebenden Stadt die Farben Grün, Violett, Hellblau und Gelb.
Ungewöhnlich ist auf der westlichen Seite die Empore, von der der gesamte Bahnhof überblickt werden kann.

## Anbindung
| Linie | Verlauf |
| ----- | --- |
|       | Wittenau (Wilhelmsruher Damm) – Rathaus Reinickendorf – Karl-Bonhoeffer-Nervenklinik – Lindauer Allee – Paracelsus-Bad – Residenzstraße – Franz-Neumann-Platz (Am Schäfersee) – Osloer Straße – Pankstraße – Gesundbrunnen – Voltastraße – Bernauer Straße – Rosenthaler Platz – Weinmeisterstraße – Alexanderplatz – Jannowitzbrücke – Heinrich-Heine-Straße – Moritzplatz – Kottbusser Tor – Schönleinstraße – Hermannplatz – Boddinstraße – Leinestraße – Hermannstraße |

Am U-Bahnhof bestehen Umsteigemöglichkeiten von der Linie U8 zur Omnibuslinie 322 der BVG.